# 巩义市
巩义市是中国河南省鄭州市下辖的一个縣級市，是河南省首批赋予省辖市经济和部分社会管理权限的扩权县市（省直管縣）。巩义位于河南省会郑州与古都洛阳之间，南依嵩山，北靠黄河，总面积1,043平方公里，全市常住人口80.18万人。巩义因地扼古都洛阳，故历史上有“东都锁钥”之称。巩义市历史悠久，被河南省列为省级历史文化名城。市政府驻孝义街道。
巩义市为中国经济上较具实力的县市之一，连年位列中国百强县。2020年，全市完成国内生产总值826.57亿元，在河南省各县级行政区中排名前列。

## 历史沿革

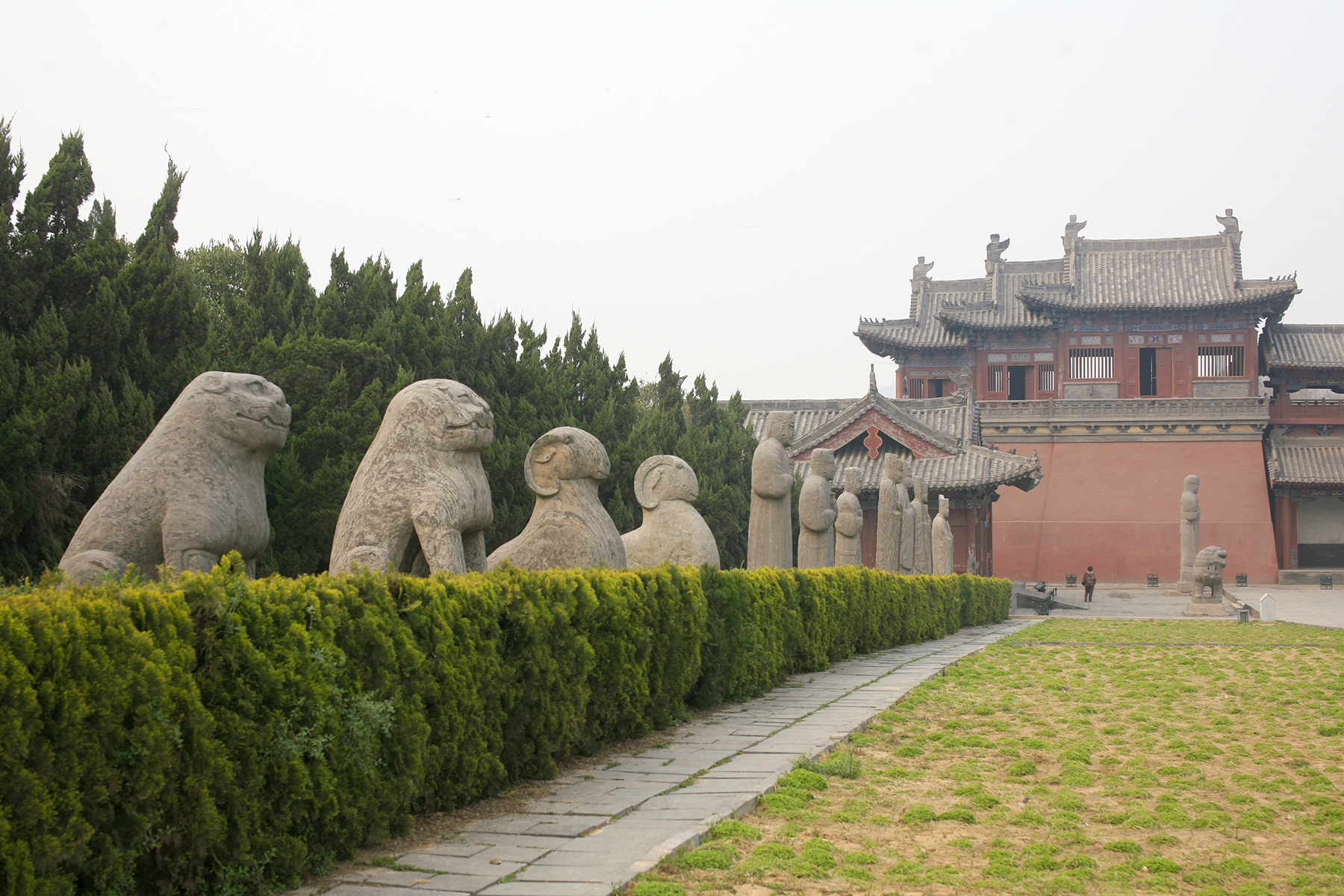
宋陵

### 古代时期
根据巩义境内的裴李岗、仰韶和龙山文化遗址可知，早在30万年前，人类就在这块土地繁衍生息。巩义为历史古邑，据先秦典籍记载，伏羲神农、黄帝、尧、舜、禹、汤等都曾在这里活动，并创造了为后人称道的“尧天舜日”式的稳定与繁荣。夏代，禹封夏伯于此，称夏伯国。太康时建都斟鄩，有说法称位于巩义境内。商代改称“阙巩”。西周、春秋时为巩伯国。战国时称东周。秦庄襄王元年（前249年）置巩县。以“山河四塞、巩固不拔”得名。历代沿袭此名。
秦、西汉初属三川郡。汉武帝时属河南郡。晋时，巩境包括偃师东部一部分。北魏时属荥阳郡。东魏时属成皋郡。北齐废巩县，直归成皋郡。隋开皇十九年(公元599年)复巩县，属河南郡。唐初属洛州，唐开元初(公元713年)属河南府。北宋景德四年(公元1007年)，划巩县西部、偃师东部、登封北部设永安县以护宋陵，初属河南府。北宋政和三年(公元1113年)升格为永安军(直属中央)。南宋理宗时，改永安县为庆寿县。金贞元元年(公元1153年)，改永安县为芝田县。元属河南府路，后废芝田县，恢复原先巩县建置。元至正二十年(公元1361年)，一度升巩县为军州万户府。明、清时期，巩县属河南布政使司河南府。

### 近现代时期
民国二年(1913年)，属豫西道（次年豫西道改称河洛道）。民国五年(公元1916年)属河南道。民国十六年(1927年)，直属河南省，受洛阳行政督察专员公署督导。民国十七年（1928年）县治移至今站街镇老城村一带，民国二十一年（1932年）属第十行政督察区。
1949年中华人民共和国成立后，巩县初属郑州专区公署。1954年属开封专区公署。1958年底归郑州市。1961年复属开封专区公署。1964年9月，河南巩县（今巩义市）将县政府从站街镇搬迁至孝义镇。1983年重回郑州市。1991年6月经国务院批准撤销巩县，建立巩义市，隶属郑州市。2011年6月1日成为河南省首批赋予省辖市经济和部分社会管理权限的扩权县市。2014年1月，全面归省直管。

## 人口
根据第七次人口普查数据，截至2020年11月1日零时，巩义市常住人口为785242人。

## 地理
巩义的地理位置在北纬 34”31'-34”52' ，东经 112”49'-113”17'，在河南省中部、中岳嵩山北麓。

### 地貌
巩义地势自南向北呈阶梯状急剧降低，由中山、低山、丘陵，降至河谷平原。南端嵩山、五指岭两地为中山，海拔在1000米以上，最高点玉柱峰，海拔1487米。中山向北，呈扇形展布一系列海拔400～1000米的低山，并依次降低。中低山区共有451.5平方千米，占全市总面积的43.49%。低山再向北展，呈现出广阔的海拔为200-400米的黄土丘陵。洛河又把丘陵切割为山前和邙山两个丘陵区，面积为471.2平方千米，占总面积的45.26%。境内海拔最低处是洛河带状平原区，洛河自西部入巩，东北流入黄河，全长33千米，沿河河滩海拔在120米左右，最低点在河洛镇洛口滩，海拔103.8米，平原面积98.8平方千米，占总面积的9.5%。另外还有黄河、洛河等水面积18.3平方千米，占总面积的1.8%。从最高峰到最低点落差1383.2米。

### 河流
巩义市主要属黄河、淮河两大流域。黄河流域面积1,006平方千米，占全市总面积的96.64%，除过境河流黄河、伊洛河外，境内还有干沟河、沙沟河、曹河、天坡河、坞罗河、后寺河、西泗河、东泗河和汜水河等河流，大部分为季节性河流。淮河流域面积35平方千米，占总面积的3.36%。巩义境内淮河水系共有三条季节河溪。鲁庄镇太子沟溪水，西流入登封少林河再入颍河；夹津口镇公川、韵沟的山涧水，东南流入登封纸纺水库经石淙河入颍河，颍河发源夹津口的韵沟，长度2.5千米，流域面积32.5平方千米；涉村镇巩登交界处分水岭诸水流入登封。

### 气候
巩义市位于中原腹地，属暖温带大陆季风气候，气温适中，四季分明。冬季天气晴冷，干燥，气温低，降水较少；春季多风，气候多变；夏季炎热多雨；秋季降水减少。又由于境内地貌特点，东南部及南部山区气温低，雨雪多，向北随山势降低，气温增高，降水减少，至中部丘陵和平原区雨水中等，西北邙岭及西南鲁庄地区，温度稍高，雨水偏少。主要灾害性天气有：干旱、高温、雷暴、暴雨、大风、冰雹、低温冻害、连阴雨、寒潮。

## 行政区划
巩义市下辖5个街道办事处、15个镇：
新华路街道、杜甫路街道、永安路街道、孝义街道、紫荆路街道、米河镇、新中镇、小关镇、竹林镇、大峪沟镇、河洛镇、站街镇、康店镇、青龙山街道、西村镇、芝田镇、回郭镇、鲁庄镇、夹津口镇和涉村镇。

## 经济

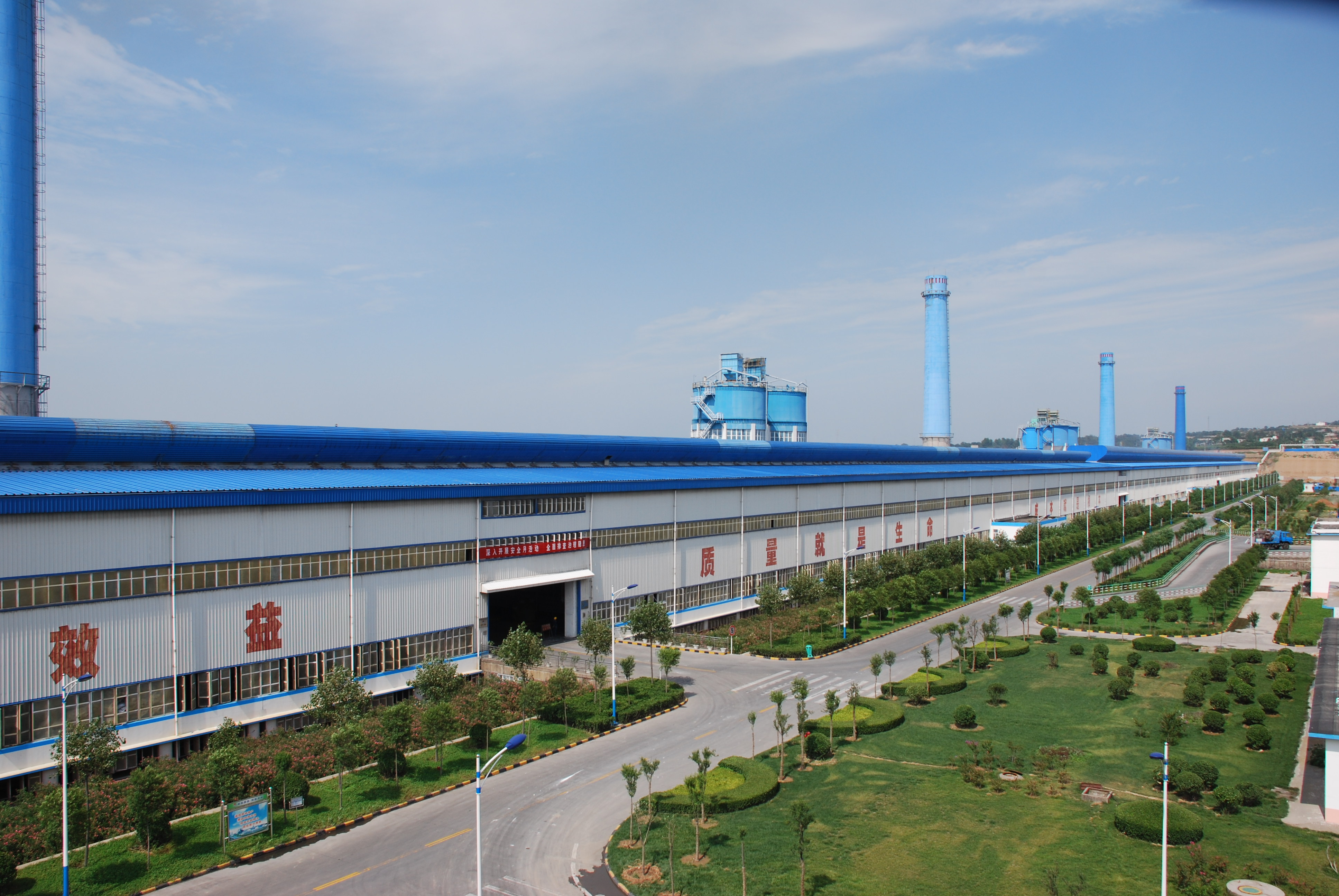
电解铝为巩义的重要产业

2020年，巩义全市完成国内生产总值826.57亿元。全年财政总收入100.65亿元，一般公共预算收入51.6亿元，其中税收收入35.7亿元，占公共财政预算收入的69.2%。一般公共预算支出91.4亿元，其中教育支出14.1亿元，社会保障和就业支出10.7亿元，卫生健康支出13.3亿元，科学技术支出3.2亿元。

### 农业
2020年，巩义市粮食播种面积为36,659公顷。其中小麦播种面积18,856公顷，玉米播种面积15,884公顷，油料种植面积2,555公顷，蔬菜种植面积1,481公顷。全年粮食产量153,906吨，其中夏粮产量80,789吨，秋粮产量73,118吨。蔬菜产量45,826吨，园林水果产量31,958吨，油料产量5,662吨，猪牛羊禽肉总产量16,849吨，禽蛋产量11,700吨，牛奶产量4,790吨，水产品产量5,230吨。

### 工业
巩义发展工业的历史可追溯至1915年建设巩县兵工厂，是传统上的工业重镇。目前，巩义市已形成形成了齐全的工业门类，以高精铝、新材料、特色装备制造为三大主导产业，是全国最大的铝板带箔加工基地、机织地毯生产基地。目前，全市拥有销售收入超百亿元企业2家、院士工作站3家、国家级企业技术中心1家。巩义市多年来连续入围全国工业百强县市，并连续7届被评为全国科技进步先进市。2020年，巩义市规模工业增加值居前5位的行业分别是：有色金属冶炼和压延工业，占比71.6%；非金属矿物制品业，占比10.8%；金属制品业，占比重3.4%；电力、热力的生产和供应业，占比重3.1%；煤炭开采和洗选业，占比重2.4%。

## 交通
陇海铁路与 徐兰高速铁路横贯巩义境内。陇海铁路在巩义市境内设有沙鱼沟站、站街站、巩义站、黑石关站与回郭镇站5座车站，其中只有巩义站办理客运。郑西客运专线在巩义境内设巩义南站，为巩义市的主要高铁车站。
公路交通方面， 连霍高速、 焦唐高速为巩义境内的主要高速公路。 207国道、 310国道、 234省道、 235省道、 312省道、 314省道、 315省道等国道或省道亦从巩义境内经过。

## 旅遊
巩义市为河南省级历史文化名城，境内的主要历史遗迹与旅游景点包括：
- 康百万庄园：为一座纵跨明、清、民国三个时期的大型封建地主庄园，保存下来的主要有主宅区、栈房区、南大院、祠堂区等10部分，建筑面积64,300平方米。康百万庄园在2001年被公布为全国重点文物保护单位，2005年被批准为国家AAAA级旅游景区[9]。
- 北宋皇陵：为历史上首次集中设置的帝王陵区，分布在巩义市区与西村镇、芝田镇、回郭镇一带，埋葬着宋代八个皇帝和宋太祖的父亲（被金国掳走的宋徽宗被埋在南宋帝陵中）。另外，围绕八陵还葬有皇后陵、皇室宗亲墓、名将勋臣墓，形成了一个面积达156平方公里的帝王陵墓群。1963年6月，宋陵被定为河南省文物保护单位，1982年3月，被国务院公布为第二批全国重点文物保护单位[10]。
- 青龙山慈云寺：青龙山慈云寺景区位于大峪沟镇南部，1998年被批准为省级森林公园，2000年被批准为省级风景旅游区和佛教活动圣地，2009年被批准为国家AAA级旅游景区。2013年3月，慈云寺石刻被列入全国重点文物保护单位[11]。
- 巩县石窟寺：为北魏皇室开凿的大型石窟之一，东魏、西魏、北齐、隋、唐、宋历代相继在此凿龛造像。位于巩义市区北5公里的河洛镇大力山下。景区总面积18,565.9平方米，是全国重点文物保护单位，国家AAA级旅游景区。
- 杜甫陵园：为唐代诗人杜甫的陵墓，位于河南巩义市老城西北约6公里康店乡康店村西的邙岭上，1963年被河南省人民政府公布为河南省文物保护单位。
- 浮戏山雪花洞：位于巩义市新中镇，为国家AAA级景区。
- 杜甫故里景区
- 巩义市嵩阴风景区
- 河洛汇流景区
- 浮戏山老君洞
- 浮戏山小龙池

## 教育

### 大学
巩义目前有三所大学。位于巩义东区的院校是巩义成功学院（全名郑州成功财经学院）。位于巩义城区的院校是巩义广播电视大学（市区文化街，原招办院内）。位于米河镇的民办大专是郑州城建职业学院。

### 中学
- 河南省巩义中学
- 巩义市第一高级中学
- 巩义市第二高级中学(河南省重点中学)
- 巩义市第三高级中学
- 巩义市第四高级中学
- 巩义市市直高级中学

### 小学
- 巩义市实验小学
- 市区第二小学
- 市区第三小学
- 市区第四小学
- 市区第五小学
- 子美外国语小学
- 成功小学